# Magyargéc
Magyargéc es un pueblo ubicado en el condado de Nógrád, Hungría.

## Superficie
Posee una superficie de 12,35 kilómetros cuadrados.

## Demografía
Hasta 2021 la población era de 798 habitantes, con una densidad de población de 64,61 habitantes por kilómetro cuadrado.